# Pavel Solomin
Pavel Solomin (Tashkent, 15 giugno 1982) è un ex calciatore uzbeko, di ruolo attaccante.

## Carriera

### Club
Comincia a giocare al Traktor Tashkent. Nel 2005 viene prestato al Paxtakor. Rientrato dal prestito, milita al Traktor fino al marzo del 2007. Il 7 marzo 2007 viene ufficializzata la sua cessione in prestito al Saturn, club russo. Rientrato dal prestito nel dicembre del 2007, viene ceduto poco dopo al Navbahor Namangan. Nel gennaio del 2009 passa al Lokomotiv Tashkent. Nell'estate del 2009 si trasferisce in Indonesia, allo Sriwijaya. Nel 2010 viene acquistato dal Persisam Putra. Nel 2012 torna in patria, al Mash'al. Nel 2013 passa allo Shortan Guzor. Nel 2014 gioca in Indonesia, al Persisam Putra. Nel 2016 torna in patria, all'Obod.

### Nazionale
Ha debuttato in nazionale il 6 settembre 2006, in Hong Kong-Uzbekistan (0-0). Ha messo a segno la sua prima rete con la maglia della Nazionale il 22 luglio 2007, in Arabia Saudita-Uzbekistan (2-1), in cui ha siglato la rete del definitivo 2-1 al minuto 80, due minuti dopo il suo ingresso in campo al posto di Azizbek Haydarov. Ha partecipato, con la Nazionale, alla Coppa d'Asia 2007. Ha collezionato in totale, con la maglia della Nazionale, 15 presenze e due reti.

## Palmarès

### Club

#### Competizioni nazionali
- Campionato uzbeko: 1

Paxtakor: 2005
- Coppa d'Uzbekistan: 1

Paxtakor: 2005

### Individuale
- Capocannoniere del campionato uzbeko: 1

2006 (21 gol)